# Szent Mihály és Gábriel arkangyalok fatemplom (Macskamező)
A macskamezői Szent Mihály és Gábriel arkangyalok fatemplom műemlékké nyilvánított épület Romániában, Máramaros megyében. A romániai műemlékek jegyzékében az  MM-II-m-A-04610 sorszámon szerepel.